# 麻雀飛翔伝 哭きの竜 外伝
『麻雀飛翔伝 哭きの竜 外伝』（まーじゃんひしょうでん なきのりゅう がいでん）は、能條純一による日本の漫画。2005年から『近代麻雀』（竹書房）で連載された。単行本は全9巻。ここでは続編にあたる『哭きの竜 ～Genesis～』についても記載する。
物語は前作『哭きの竜』で竜の死から10年後、大阪で竜が生きていた事によって東の「桜道会」と西の「関西共武会」の間で争いが起きる。

## 登場人物

### 竜と関係者
竜（りゅう）
10年前に死んでいたと思われていた、かつて新宿で伝説の雀ゴロと呼ばれた男。通称「哭きの竜」。
鳴きで和了る事を得意としており、鳴くたびに閃光を放つ。物語の最初は門前で打っていた。
10年ぶりに会った三上のことを覚えていなかったことから宇佐美は竜が10年前に死にかけたときに記憶が失われたと推測しているが、完全には記憶を失っておらず雨宮との戦いや桜道会のチンピラ佐藤に撃たれたその時の状況を覚えていた。失われた記憶は白虎との勝負や堤の発砲によって思い出されている。
サチ
出会い系サイトで金を稼いでいる女性(後にキャバクラ勤務)。竜の風貌が前に付き合っていた男と似ていた事で声を掛け、自室に招いて寝泊りさせた。翌日自室から姿を消した竜を探すが見つけることはできなかった。
三井 沙貴（みつい さき）
フリー雀荘に務めていた女性。彼女が17歳のときに母親が家を出てヤクザの元へ行く。父親を助けるために雀荘でバイトをしており、その頃に竜の打ち方を後ろで見ていた。桜道会系組員による発砲事件の流れ弾で父親を亡くすと父親の敵討ちを決意し、雀荘を辞めて彫り師の元へ行き、一晩でアドボロス(架空の戦いと復讐の神)のシンボルをくわえた般若の絵を入れた。父親を殺したヤクザの世界に対する復讐を果たすため堤に接近、音無に堤の居場所をリークして堤を銃撃させた。竜との対局後は賭場を荒らしていたが、音無にその才能を認められる。賭場での対局中に拉致され裏の世界のゲームに強制参加させられる。2度敗れたことで「髪」(ただし丸坊主ではなくベリーショート)と「誇」を失うが、対局途中でアクセス数が500万に達し、身代わり人を待つことになる。残り1分で音無が連れてきた竜が身代わりとなり解放される。音無の会社の代打ちとして参加したゼネコン麻雀では自力で勝利を掴みとった。
水戸 浩二（みと こうじ）
『哭きの竜～Genesis〜』に登場。フリーライター。週刊ボイスの編集長の依頼で「哭きの竜」についての記事を書くために竜を追う。新宿の雀荘で竜と2度対局する。竜と再び戦うことを望み、マリ子の勧めで大阪に修行に出る。ター坊の教えを受けて五感を研ぎ澄ませる打ち方を身につけ、関西共武会が仕切る賭場で勝ち続けたことで岡村の目に留まり、関西共武会の代打ちとして竜を擁する甲斐組との半荘勝負に参加。五感を研ぎ澄ませた水戸はあがりを続け、南三局では大四喜をツモあがる。竜に大差をつけてもなおあがることで正々堂々と勝とうとした結果、竜に捨て牌の西を大明槓されて大四喜のパオ、さらに嶺上牌の中で字一色のツモあがり(責任払い)を招きダブル役満放銃となり敗北。竜との対局後、週刊ボイスの編集長に「哭きの竜は作り話である」という報告を行い、フリーライターを辞め故郷に帰ることを決意する。交際相手のミキを連れて故郷に帰る新幹線の車内でチェンの脅しに遭いミキを残して東京に戻る。しばらくチャイニーズの代打ちを続けさせられていたが、甲斐組との一局勝負で竜と4度目の対局を行うこととなった。竜との勝負には敗れたが自由の身となりミキの元へ戻った。

### 桜道会関係者
三上 信也（みかみ しんや）
前作に登場した桜道会二代目会長。竜が生きていることを確信しており10年ぶりに竜との再会に喜んでいた。竜との再会から1ヶ月後、重病にかかり死亡する。竜の運を欲していた。
音無 光一（おとなし こういち）
甲斐組三代目組長。東京大学卒業で、母親が初代甲斐組組長である甲斐正三の血縁者であり音無から見て甲斐は伯父に当たる。三上の死後、東西の平和共存路線を破ろうとする堤を排除するため堤にロシアンルーレット麻雀での勝負を申し出る。この勝負で堤を謀殺するつもりだったがそれを果たすことはできなかった。堤との勝負後、孤立無援の堤と「縁組み」することで堤に貸しを作った。独断で堤と縁組みしたことで宇佐美に命を狙われるが、堤を利用することで宇佐美に梅宮を殺害させ、三代目会長への布石を打った。三代目襲名を確実なものにするため、竹和銀行疑惑で大崎興業にあるとされる現金150億円の所在をつかむ目的で白虎に竜との1億円を賭けたサシウマ勝負を申し込む。勝負に勝った音無は1億円と引き換えに獅子丸に対し桜道会会長の座を要求しこれを認めさせる。竜を求めて上京した堤を銃撃し、関西共武会による報復に見せかけて音無に反抗する桜道会古参幹部の粛清を行った。堤の殺害に失敗したことを知ると極道の引退を決意し会長を辞任する。引退後は表の世界で上に立つために公安関係トップの弱みを武器に政界に接近する。大物政治家をバックにしてカジノ事業への進出を図り船で行われるゼネコン麻雀に参加するが、船の甲板上で関西共武会のヒットマンにヘリコプターから狙撃される。
狙撃後行方不明となっていたため死亡したかと思われていたが、本作の数年後を描いた『哭きの竜～Genesis〜』では九死に一生を得ており、伏見 真二(ふしみ しんじ)と名を変え裏の経済を操り関東の極道を金で束ねている。全国制覇のため桜道会を操り関西共武会への揺さぶりや引き抜き工作を行っていたが、関西共武会の堤に正太の危険性を諭されたことや正太が裏社会から突然姿を消したらどうなるかという個人的な興味から堤と共同で正太を排除しようとした。負けた方が引退する麻雀勝負の名目で自らが所有するビルにおびき出し、勝負後に正太を暗殺して甲斐組を壊滅させる手はずだったが宇佐美の命を懸けた妨害により正太の暗殺は失敗する。
宇佐美 和男（うさみ かずお）
桜道会甲斐組本部長。甲斐組初代から仕える古参。竜に桜道会の代打ちを依頼する。関西共武会の猪俣と接触し古参幹部の総意を確認した。独断で堤と縁組みした音無を殺害しようとするが失敗し、堤を差し向けられる。音無の助言により梅宮が首謀者だと堤に伝えたが、堤が梅宮を殺害しなかったことで音無にはめられたことに気づく。宇佐美は梅宮を殺害し音無に仕えることを決意する。後に堤の引き抜きを受けるが最終的に桜道会を選んだ。『哭きの竜～Genesis〜』にも登場し、音無と正太の抗争では音無に空席となっている桜道会会長の座を約束され正太を裏切る振りをして自ら音無を殺害しようとしていたが、それも音無に見抜かれており計画は失敗に終わる。正太を逃がすためにエレベーターの前に立ち塞がるが銃撃された。(生死は不明)
天現寺 守（てんげんじ まもる）
甲斐組若頭(後に組長代行)。10年前に竜を撃った佐藤になりすまして現れるが竜には始めから見抜かれていた。下戸。関西共武会の岡村と五分の盃を交わす。音無引退後は四代目桜道会会長を襲名したようであるが、『哭きの竜～Genesis〜』では会長の座は空席となっている。
雨宮の弟（あまみや）
前作に登場した門前を信条とする雨宮賢の弟。名前は不明。兄が竜との戦いで死亡した事を憎んでおり兄の敵討ちをするため、大阪から新宿に帰ってきた竜に戦いを挑むも歯が立たなかった。後に再戦するがまたしても敗れている。兄同様眼鏡を掛けており門前で戦っていた。
梅宮 浩吉（うめみや こうきち）
桜道会会長代行。宇佐美に音無を狙った全責任をなすりつけられ殺害される。
黒川 覚（くろかわ ひろし）
通称「黒カラス」。一度は麻雀から引退していたが、音無の依頼により現役復帰。
佐藤（さとう）
1993年に新宿で竜を撃った組員。竜が撃たれたことは獅子丸によって無かったことにされたが、一生刑務所暮らしとなった。
辻村 隆 (つじむら たかし)
桜道会の代打ちでヒットマン。元ボクサー。早朝ジョギングの途中で雀荘に寄って必ず半荘だけ打って帰ることからアゴから「半荘男」と呼ばれている。音無の意向によって竜をイメージした姿に整形させられた。堤殺害を命じられホテルの駐車場で待ち伏せし銃撃に成功する。
甲斐 正太(かい しょうた)
『哭きの竜～Genesis〜』に登場。甲斐正三の実子で甲斐組四代目組長。音無とは従兄弟の関係にある。桜道会の関西共武会攻勢の中核となっているが、音無に内密で勢力拡大に動いていた。堤との麻雀勝負では竜を連れて参加。勝負に勝つが宇佐美が音無の殺害に失敗、さらにビルの途中階のエレベーター前で待ち伏せていた組員を彼の配下が殺害していたことも気づかれていた。宇佐美の妨害によりビルからの脱出に成功するが甲斐組は壊滅した。甲斐組再建の資金を得るためにチャイニーズのチェンと1億円を賭けた麻雀一局勝負を行い勝利する。

### 関西共武会関係者
堤 薫（つつみ かおる）
「狂犬」と呼ばれている関西共武会二代目会長。元々は若中であったが先代海東武が残した遺言で抜擢された。先代の遺志を継ぎ全国制覇に野望を抱く。
音無との勝負後、強硬路線に反発する関西共武会直参の満場一致により引退を迫られるがこれを拒否。孤立無援となるが岡村が天現寺と五分の盃を交わすことで甲斐組の後ろ盾を得る。音無の命が狙われた際には借りを返すために東京に向かう。関西へ戻ったあとは組織の粛清を続けていたが、獅子丸との取引により関西・四国・九州を得る代わりに彼の「飼い犬」となった。獅子丸への忠誠心を見せるために竜の殺害に向かうが果たせず、大阪で彼を匿っていた。音無の桜道会三代目会長就任後は彼を倒すべく桜道会幹部や友好団体に対し揺さぶりや引き抜き工作を行っている。桜道会系組員による発砲事件では巻き添えとなった会社員の遺族への謝罪を名目として上京。滞在先のホテルから竜の元へ向かおうとしたところで辻村に頭部を銃撃されるが、奇跡的に一命を取り留める。表向きは危篤と伝えられていたが一部では健在であることが知られていた。
『哭きの竜～Genesis〜』では正太の台頭を危険視し、音無と共同で正太を排除することで東西の平和共存を提案した。正太との勝負後は彼の提案が実現し東西の抗争は収まった模様。
佐竹 保章（さたけ やすあき）
佐竹組組長兼会長世話役。猪俣の組の出身であり、桜道会との勝負で堤に三途の川太郎を推薦した。三途の川太郎死亡後は彼が打った。猪俣死亡後は堤に寝返った。
三途の川太郎（さんずのかわたろう）
6歳の頃から麻雀をして負けなしを自称する男。場を平たくして支配することができるなど実力も高い。竜を自身がかつて戦ったリュウと勘違いしていた。ロシアンルーレット麻雀で竜に大明槓からの加槓を経た嶺上開花を許し(責任払い)、リボルバーの引き金を引いた堤に射殺される。
猪俣 源治（いのまた げんじ）
関西共武会舎弟頭。堤の強硬路線に不満を抱いており、接触してきた宇佐美に対して関東で堤を始末することを打診するが堤に察知され、組の資金を横領したという濡れ衣を着せられ殺害される。
岡村 尚志 (おかむら ひさし)
関西共武会若頭。堤と音無が勝負しているビルに入ろうとしたが甲斐組の妨害に遭い、堤に指示を仰ぐ。堤のにらめっこでもして時間を潰せという言葉に忠実に従い甲斐組組員と夜が明けるまでにらめっこを行った。桜道会との勝負後、関西共武会で孤立した堤を助けるために甲斐組の天現寺と一局勝負を行うが竜のあがりにより痛み分けとなる。勝負後は彼の当初の望み通り天現寺と五分の盃を交わす。裏の世界のゲームで敗れた白虎から音無が参加するゼネコン麻雀の情報を入手し、音無狙撃の陣頭指揮を執った。『哭きの竜～Genesis〜』にも登場。なお、この作品での名前の読みは「たかし」となっている。
沖田 司（おきた つかさ）
関西共武会の代打ち。洞察力に優れ様々な仕草から相手の状態を見抜くが、竜には勝てなかった。

### ネット配信グループ
リーダー
ネット配信グループのリーダー。サングラスを着け化粧をしている。その正体は白虎であり、性格が一変している。
ひょっとこの面の男
その正体は関西共武会の岡村。
おかめの面の男
過去に裏の世界のゲームで鼻と左目と歯を賭けて敗れている。沙貴に勝てば解放されることになっていたがその後は不明。
天狗の面の男
岡村に代わって卓に着いた。その正体は関西共武会の堤。

### 政界
金井（かない）
民自党幹事長。獅子丸に竹和銀行疑惑の関係者の口封じを依頼した。
金沢 市朗（かなざわ いちろう）
民自党幹事長。加島建設が勝つことになっていたゼネコン麻雀に音無の会社を参加させるよう手配した。ゼネコン麻雀後に収賄容疑で逮捕された。
阿部 慎介（あべ しんすけ）
『哭きの竜～Genesis〜』に登場。内閣総理大臣。竜の噂を聞き彼の強運にあやかるため竜と音無を首相官邸に招いて対局した。

### その他
アゴ
フリー雀荘に巣食うチンピラ(単行本登場人物紹介より)。本名は村上。丸い黒レンズの跳ね上げサングラスとしゃくれた顎が特徴。驚くと上げていたレンズが音を立てて閉じる。本作における竜との対戦回数は最多の5回。『哭きの竜～Genesis〜』にも登場。
白根虎之助（しらね とらのすけ）　
通称「白虎」。獅子丸の次男。甲斐組の賭場を荒らしていたがその目的は竜との勝負だった。監視カメラを意識した配牌隠しなどイカサマ対策にも通じている。獅子丸の死後は彼の後継者となるが影響力までは引き継ぐことはできなかったようであり、音無と手を組みつつ関西共武会をバックとするネット配信グループのリーダーになるという両天秤にかけることを行っていた。竜に敗れた後は背信を理由に関西共武会に殺害されることになっていたが、音無の情報を提供することで見逃してもらった。
白根獅子丸（しらね ししまる）
政財界の黒幕。スキンヘッドで黒眼鏡をかけている。自室はほぼ無菌状態であり外出するときはガスマスクを着用している。竜を15年前に死亡した長男・竜司に見立てており、常に動向を把握していた。10年前に竜が撃たれたときには彼の命を救うことを各所に命じた。竜と白虎の2度目の勝負の終了間際に死亡。
計り人 (はかりびと)　
人間の持って生まれた器を計ることができる女性。獅子丸の依頼で竜の元へ派遣された。
柊 正勝 (ひいらぎ まさかつ)　
ゼネコン麻雀に参加した加島建設の代打ち。竜と並び伝説の雀士と称される裏プロ。雨宮との戦いのしばらく後に行われた竜との対局で恐怖を感じ白髪となった。
外田裕一郎（そとだ ゆういちろう）
ゼネコン麻雀に参加したT建設の代打ち。甲斐組若頭外田裕二の息子でタイトル戦10連覇の表のプロ。
丸山 公男（まるやま きみお）
「コンダクター」と呼ばれるゼネコン麻雀の進行役で発注者側の人間。
マリ子
『哭きの竜～Genesis〜』に登場。新宿の雀荘の女性客。過去に一度竜と対局したことがある。竜と再び戦いたいという水戸に大阪での修業を勧める。
ター坊
『哭きの竜～Genesis〜』に登場。マリ子の知人の雀ゴロ。若い頃に一度竜と対局したことがある。水戸に五感を研ぎ澄ませて打つことを説いた。
チェン
『哭きの竜～Genesis〜』に登場。チャイニーズの一員。水戸を代打ちとして雇おうとするが拒否され続けたため、彼を脅すことで代打ちを強いていた。正太との1億円を賭けた一局勝負に敗れ、音無の居場所を聞き出すため正太に拘束される。

## 組織
桜道会
関東最大の広域暴力団。音無引退後も彼の影響下にある。関西共武会の侵攻を受けていたが『哭きの竜～Genesis〜』では反攻に転じた。
甲斐組
桜道会の二次団体。桜道会内部では「本家」と呼ばれており、桜道会の中核を成している。『哭きの竜～Genesis〜』で四代目組長の甲斐正太が放逐されたことにより壊滅した。
関西共武会
京都に本部がある関西最大の広域暴力団。構成員の数は2万5千人。堤が二代目に就任後、現体制に反発する幹部に対する数度の粛清を行い権力の掌握を確実なものとし、関東への攻勢をかけた。『哭きの竜～Genesis〜』では立場が逆転した。

## 特殊麻雀
ロシアンルーレット麻雀
音無が提案した堤との勝負方法。ルールは通常の麻雀ルールとタッグ戦だが、タッグの誰かがあがれば敵の代表がリボルバーを取って自身の頭に向けて引き金を引くロシアンルーレットを混ぜている。また、振り込んだ者は自身の頭に向けて引き金を引く。堤が死ねば関西共武会は関東から手を引き、音無が死ねば関西共武会が関東を獲得する。4回戦後からは堤の提案でツモあがりでは引き金を引かせることができず、振り込んだ者が弾倉を回さずに引き金を引く(ただし次に引き金を引けば弾が発射される状態)ことになった。8回戦で音無が竜に振り込んだことで最終的に勝負は保留となった。なお、類似の勝負は前作の実写版『麻雀飛翔伝 哭きの竜3』でも行われている(実写版オリジナル) 。
桜道会側は音無と哭きの竜のタッグと、関西共武会側は堤と三途の川太郎(彼の死後は佐竹)タッグで戦った。
裏の世界のゲーム
沙貴が行うことになった一局麻雀。対局の模様はネットで全世界に有料配信(初めは無料)されており、アクセス数が1000万になった時点でゲーム終了。ただし、1局ごとに指定されたA・Bいずれかのうちいずれを賭けなければならない。負ければ賭けたものが「没収」される。また、沙貴の手牌は後ろから覗き見られている(沙貴は途中で気づいている)。なお、アクセス数が500万に達した場合は自動的に「身代わり人」を要求する権利が与えられる。15分以内に身代わりを名乗り出る人が現れれば沙貴は解放される。

## 実写映画
2011年製作公開。配給はアット エンタテインメント。桜道会と関西共武会のロシアンルーレット麻雀勝負までを描く。全2作。

### スタッフ
- 監督・脚本： 井出良英
- 原作： 能條純一
- 製作： 百武弘二 / 池崎嘉康
- 企画： 村上比呂夫 / 藤島博章
- プロデューサー： 原和政 / 川上泰弘
- 撮影： 小林嘉弘
- 照明： 小川大介
- 録音： 中村雅光
- 美術： 最上勝司
- 衣装： 塚本志穂
- メイク： 坂本美由記
- 助監督： 小野寺昭洋 / 高杉考宏 / 渡部真矢
- ラインプロデューサー： 小島健太郎

### キャスト
- 竜 : 松田賢二
- 音無光一 : 宮川一朗太
- 堤薫 : 浜谷康幸
- 宇佐美和男 : 吉沢眞人
- 岡部務
- 松本勝
- 天現寺守 : 西村真
- ヤス：渡部龍平
- 勝又誉文
- みっちー
- 小手山雅
- サチ : 須藤温子
- 占い師 : 中村愛美
- 殺し屋 : 市瀬秀和
- 三上信也 : 伊吹吾郎

他 